# Francisco de Zúñiga Avellaneda y Velasco
Francisco de Zúñiga Avellaneda y Velasco foi um Vice-rei de Navarra e Conde de Miranda espanhol. Exerceu o vice-reinado de Navarra entre 1521 e 1524. Antes dele o cargo foi exercido por António Manrique de Lara. Seguiu-se-lhe Martín de Córdoba e Velasco.